# Olena Krawez

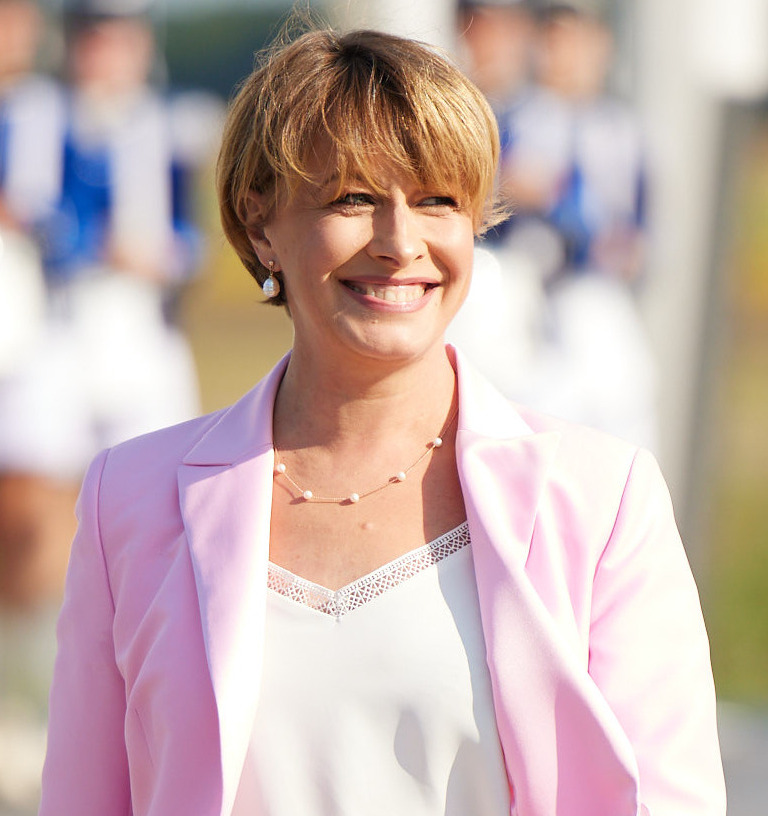
Krawez beim Tag der Nationalflagge der Ukraine am 23. August 2021

Olena Jurijiwna Krawez (ukrainisch Олена Юріївна Кравець; * 1977 in Krywyj Rih) ist eine ukrainische Fernsehproduzentin, -moderatorin und Schauspielerin.

## Werdegang
Krawez begann als Schülerin mit der Schauspielerei, studierte jedoch auf Drängen ihrer Eltern Wirtschaftswissenschaft an der Universität für Wirtschaft und Technologie Krywyj Rih. Während des Studiuems trat sie beim lokalen Theater- und Musikfestival auf und arbeitete in Teilzeit bei einem Radiosender. Zu dieser Zeit lernte sie Wolodymyr Selenskyj als Kommilitonen kennen, mit dem sie später in der gemeinsam gegründeten Kabarettgruppe Kwartal 95 unter anderem in Moskau auftrat. Später entstand hieraus das Rundfunkunternehmen Studio Kwartal 95, dessen Exekutivdirektorin sie ab der Gründung im Dezember 2003 wurde und für dessen Produktionen sie damit zuständig war. Dabei stand sie zudem regelmäßig selbst als Schauspielerin oder Moderatorin vor der Kamera. In der Fernsehserie Diener des Volkes gehörte sie als Olga Jurjewna Mischenko, die Ex-Frau des von Selenskyj gespielten Wassyl Holoborodko und Direktorin der Ukrainischen Nationalbank, zur Hauptbesetzung. Sie war später bei internationalen Animationsfilmen als Synchronsprecherin involviert. 
Krawez ist seit 2002 mit dem Produzenten Serhij Krawez verheiratet, mit dem sie drei Kinder hat.